# 당나귀 발타자르
《당나귀 발타자르》(프랑스어: Au Hasard Balthazar)는 1966년 개봉한 프랑스의 드라마 영화이다. 로베르 브레송이 감독과 각본을 맡았다. 표도르 도스토옙스키의 소설 백치들 (Идиот)에서 영감을 받아 제작된 것으로 여겨진다.

## 출연

### 주연
- 안느 비아젬스키

## 기타
- 미술: 피에르 샤보니에